# Conroy Skymonster

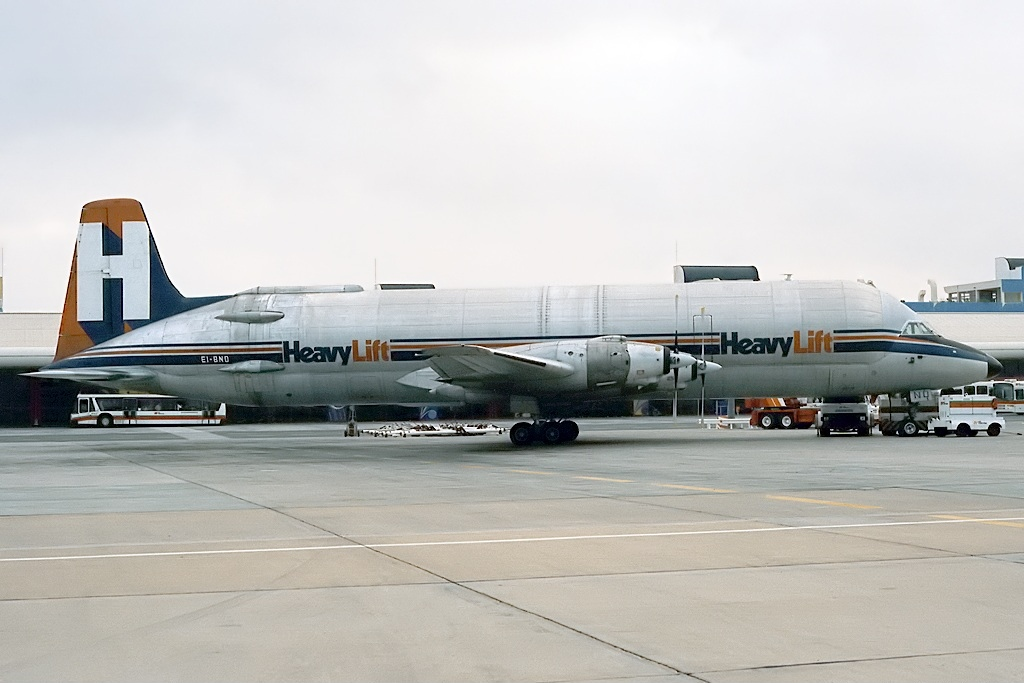
Au Portugal, en 1990

Le Conroy Skymonster est un avion-cargo de type « Guppy », c'est-à-dire doté d'un fuselage de grand diamètre pour le transport de charges volumineuses, mais relativement peu massives. Il a été construit en un seul exemplaire, par modification d'un Canadair CL-44.

## Création
Le Skymonster a été construit par Conroy Aircraft, société fondée par Jack Conroy, ancien directeur d'Aero Spacelines, société à l'origine des célèbres Pregnant Guppy, Super Guppy et Mini Guppy, créés au début des années 1960 pour le transport d'éléments du programme Apollo-Saturn. La demande soumise à Conroy était celle du transport de turboréacteurs à double flux de grande dimension, destinés aux avions gros porteurs. Plus spécifiquement, l'avion devait pouvoir transporter trois Rolls-Royce RB.211 de Belfast, où ils étaient produits, jusqu'à Palmdale, en Californie, où Lockheed devait assembler ses L-1011 TriStar utilisant ce réacteur. 
Pour répondre à cette demande, Conroy passe en revue les avions susceptibles d'être modifiés et arrête finalement son choix sur le Canadair CL-44, qui est une version canadienne du Bristol Britannia. Un exemplaire appartenant à Flying Tiger Line, immatriculé N447T, est racheté à cette fin. La modification est faite sous un chapiteau, à l'aéroport de Santa Barbara. L'appareil modifié conserve son immatriculation.

## Utilisation
Le Skymonster n'a finalement jamais été utilisé pour le transport des RB.211, le contrat avec Lockheed n'a pas été conclu. Un second exemplaire était prévu, mais n'a jamais été construit. Mais N447T trouve d'autres utilisations, et est loué par la compagnie TAC Transmeridian Air Cargo (qui avait une flotte de CL.44) jusqu'en 1978. Après 1978, il change de nombreuses fois d'opérateur, étant utilisé successivement par British Cargo Airlines, Heavylift Cargo Airlines (Royaume-Uni), Buffalo Airways (une petite compagnie américaine défunte, à ne pas confondre avec la compagnie homonyme canadienne), AZAL Azerbaijan Hava Yollari, Baku Express, First international Airways (Ghana), et Johnsons Air (Ghana).

## Fin de vie
L'avion est placé en stockage à l'aéroport international de Bournemouth vers l'an 2000. Mis en vente à partir de 2010 mais ne trouvant pas d'acquéreur, l'avion est déplacé pour faire de la place à des projets de développement de l'aéroport ; en 2022, l'avion se trouve stationné en bordure de l'aéroport.